# Loxoconcha helgolandica
Loxoconcha helgolandica is een mosselkreeftjessoort uit de familie van de Loxoconchidae. De wetenschappelijke naam van de soort is voor het eerst geldig gepubliceerd in 1929 door Klie.